# Прибилинец, Йозеф
Йозеф Прибилинец (словац. Jozef Pribilinec; 6 июля 1960, Кремница) — чехословацкий и словацкий легкоатлет, специализировавшийся в спортивной ходьбе. Олимпийский чемпион, чемпион Европы, участник двух Олимпиад. Семикратный чемпион Чехословакии и двукратный чемпион Словакии. Кавалер ордена Труда (1988).

## Карьера
В 1978 году Прибилинец выиграл молодёжный чемпионат мира в ходьбе на 10 км. Это позволило ему пробиться в состав чехословацкой сборной на Олимпиаду в Москве. Там он занял двадцатое место, уступив около двадцати минут победителю и будущему главному сопернику — итальянцу Маурицио Дамилано.
В 1982 году чехословацкий спортсмен стал вице-чемпионом Европы. Также вторым он стал и на мировом первенстве 1983 года в Хельсинки. В том же году, 24 сентября 1983 года, Прибилинец стал рекордсменом мира, установив на соревнованиях в норвежском Бергене время 1:19:30. Этот результат был рекордным более трёх лет (до мая 1987 года).
Находясь в статусе рекордсмена мира Прибилинец не смог побороться за золото Игр 1984 года из-за того, что чехословацкая команда бойкотировала их. 
В 1987 году Прибилинец второй раз завоевал серебро чемпионата мира. С результатом 1:21:07 он около двадцати секунд уступил принципиальному сопернику Дамилано.
На Олимпиаде в Сеуле чехословацкий скороход стал олимпийским чемпионом. При выходе на стадион он имел пятиметровое преимущество над спортсменом из восточной Германии Рональдом Вайгелем и смог удержать этот перевес до самого финиша, установив новый олимпийский рекорд 1:19:57. Вайгель проиграл три секунды, а Дамилано — 17. Олимпийский рекорд, установленный в Сеуле, простоял 12 лет и был превзойдён на Олимпиаде в Сиднее Робертом Корженевским.
После обретения Словакией независимости, Йозеф Прибилинец выступил в составе этой сборной на чемпионате мира 1993 года, занял 17 место, после чего завершил карьеру.